# Людавка
Лю́давка (укр. Людавка) — село на Украине, находится в Жмеринском районе Винницкой области.
Код КОАТУУ — 0521083803. Население по переписи 2001 года составляет 730 человек. Почтовый индекс — 23132. Телефонный код — 4332.
Занимает площадь 2,1 км².
В селе действует храм Великомученика Димитрия Солунского Жмеринского благочиния Винницкой епархии Украинской православной церкви.
Сохранились остатки каменного храма Русской православной старообрядческой церкви, а также старинное старообрядческое кладбище.

## Адрес местного совета
23132, Винницкая область, Жмеринский р-н, с. Людавка, ул. Ленина, 60а